# 리투아니아어 위키백과

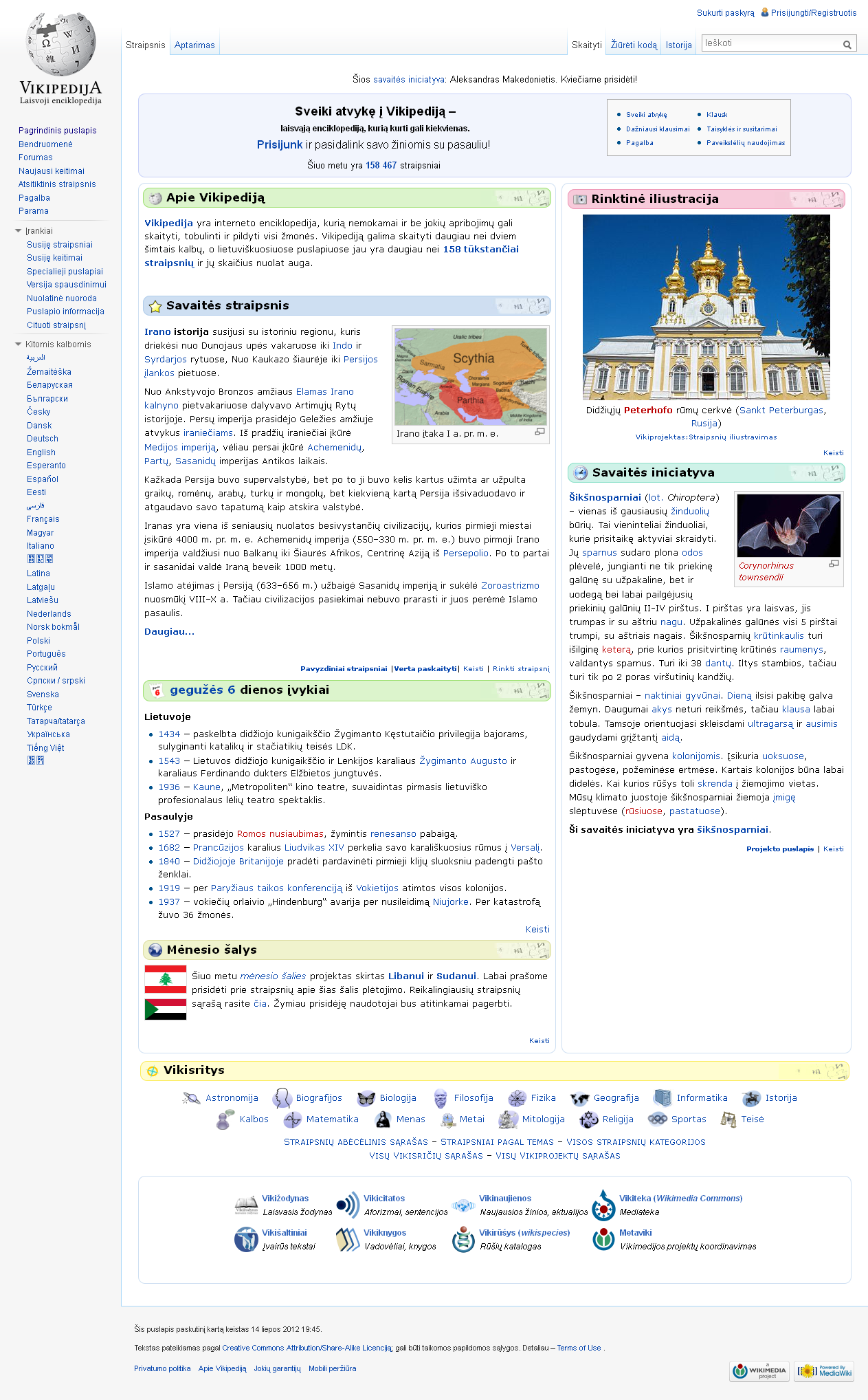

리투아니아어 위키백과는 리투아니아어 버전의 위키백과이다. 2003년부터 시작되었으나, 실제 문서가 처음 쓰인 때는 2004년부터였다. 기호는 lt이다. 2013년 3월 기준으로 문서 수가 157,509개이다.